# Хрест Погоні
Хре́ст Пого́ні (лит. Vyties kryžius, до 1920 року — Kryžius «Už Tėvynę» — Хре́ст «За Батьківщи́ну») — державна нагорода Литовської Республіки.
Хрест був заснований 20 липня 1919 року і призначався для нагородження за бойові та військові заслуги. Міг вручатися з мечами або без них. Це найперша литовська нагорода. Хрест Погоні мав три ступені.

## Історія
20 липня 1919 року для вшанування військових, котрі відзначилися у визвольних змаганнях, був заснований хрест «За Батьківщину» (лит. Kryžius «Už Tėvynę»). Спочатку нагородний знак повинен був мати форму чотирикінцевого хреста, але за пропозицією археологічної комісії перевагу було віддано шостикінцевому литовському хресту. 30 листопада 1919 року президент Литви Антанас Смятона затвердив положення про цю нагороду, а 3 лютого 1920 року було офіційно змінено назву нагороди. Хрест «За Батьківщину» став називатися хрестом Погоні.
Ініціатором створення нагороди був генерал Сільвястрас Жукаускас, який 18 травня 1919 року підписав про це Наказ верховного головнокомандувача за № 6, а 28 червня 1919 року тимчасово вручив нагородженим стрічки хреста. Перші нагородні знаки були виготовлені близько 1921 року, вже після закінчення бойових дій.

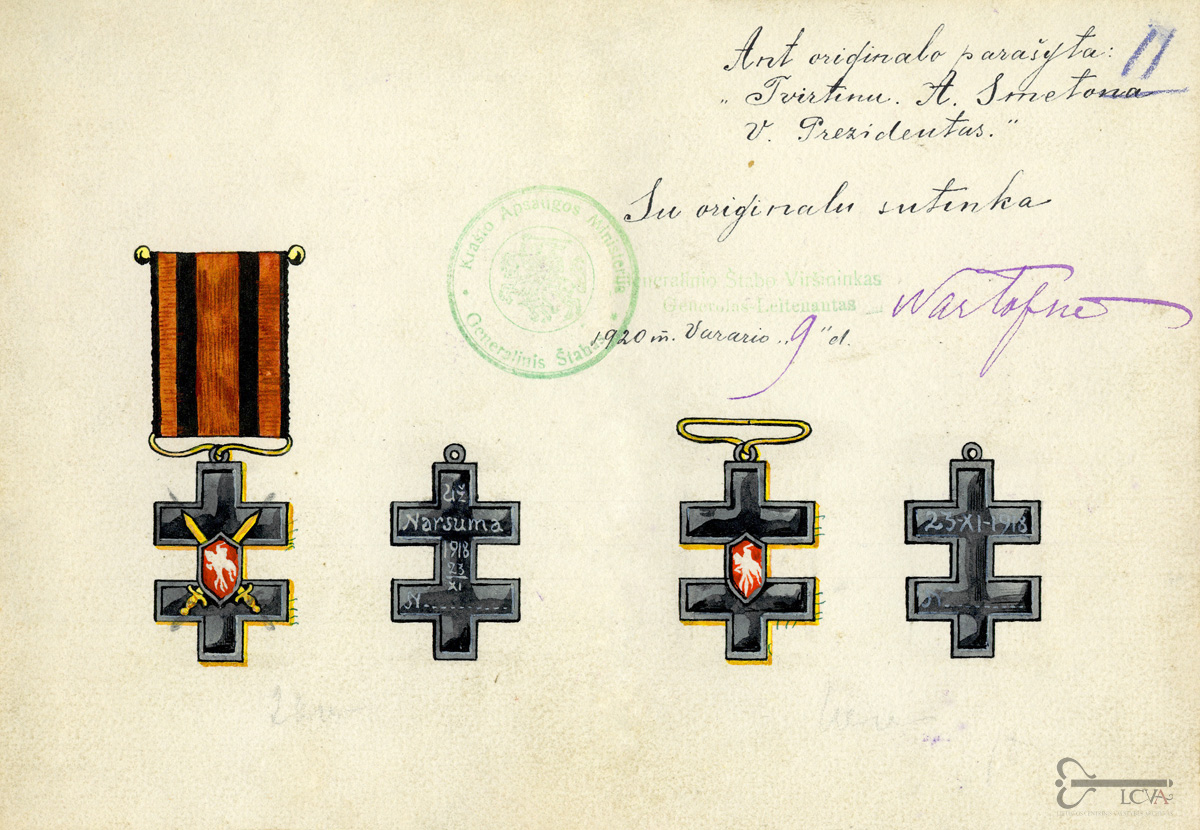
Малюнок хреста Погоні затверджений Президентом Держави Антанасом Смятоною.

В 1927 році положення про нагороду змінилося. Засновувався орден Хреста Погоні, який також мав три ступені. Всі бажаючі могли обміняти свої хрести Погоні на ордени, проте це мало хто зробив.

## Положення про нагороду
|  | Цей розділ статті ще не написано . Ви можете допомогти проєкту, написавши його. |
|  | Цей розділ статті ще не написано. Ви можете допомогти проєкту, написавши його.  |

## Опис
1. Хрест Погоні має три ступені — 3-й, 2-й та 1-й ступінь;
2. Вищим ступенем хреста Погоні є 3-й ступінь;
3. Хрести всіх ступенів виготовляються з латуні і мають однакові розміри — 4,2 × 2,6 см;
4. Хрест Погоні вручається з мечами за бойові і без мечів за не бойові заслуги;
5. На зворотній стороні хреста є напис «Už Narsumą» (лит. «За Відвагу») і число 1918/XI/23 — 23 листопада 1918 року — день утворення Війська Литовського;
6. Ступені хреста Погоні позначаються зірками, що кріпляться на стрічці одна над одною.
7. 1-й ступінь хреста Погоні позначається однією зіркою, 2-й — двома, третій — трьома зірками;
8. Зірки однострійні, латунні, п'ятипроменеві (1,6 × 1,7 см), а з 1923 року і трипроменеві (1,3 × 1,55 см);
9. Стрічка муарова, шириною 2,4 см, червона з чорними смужками шириною 0,1 см по краях і 0,3 см на відстані 0,25 см від них.
| ІІ-й тип 3-й ступінь | ІІ-й тип 2-й ступінь | ІІ-й тип 1-й ступінь | Зворотна сторона |
| -------------------- | -------------------- | -------------------- | ---------------- |
|                      |                      |                      |                  |